# Jaak Mae
Jaak Mae (* 25. Februar 1972 in Tapa, Estnische SSR, Sowjetunion) ist ein ehemaliger estnischer Skilangläufer. Der Medaillengewinner bei Olympischen Spielen und Weltmeisterschaften und 21-fache Landesmeister zählt neben Andrus Veerpalu und Kristina Šmigun-Vähi zu den erfolgreichsten estnischen Skilangläufern.

## Privatleben
Jaak Mae ist verheiratet und lebt mit seiner Frau Jana und den drei gemeinsamen Kindern in Tapa. Neben Estnisch und Norwegisch spricht der ausgebildete Sportlehrer auch Finnisch, Englisch und Russisch. Nach dem Gewinn der olympischen Bronzemedaille 2002 wurde Mae mit dem Orden des Estnischen Roten Kreuzes 3. Kategorie ausgezeichnet.

## Sportliche Karriere
Jaak Mae bestritt im Alter von acht Jahren seinen ersten Skilanglaufwettkampf und begann zwei Jahre später in seinem Schulverein zu trainieren. 1990/1991 besuchte er für ein halbes Jahr in Norwegen ein Skigymnasium. Sein erstes internationales Rennen bestritt Mae in der Saison 1993/94 im Rahmen des Skilanglauf-Weltcups in Kawgolowo. Dort belegte er über 30 Kilometer klassisch den 57. Platz. In dieser Saison nahm Mae auch an den Nordischen Skiweltmeisterschaften 1993 im schwedischen Falun teil. Sein bestes Resultat war dort über 30 Kilometer klassisch der 56. Platz. Nach einem 38. Platz über 30 Kilometer klassisch beim Weltcup in Kawgolowo wurde er für die Olympischen Spiele 1994 im norwegischen Lillehammer nominiert. Dort belegte er über die 10 Kilometer klassisch den 35. Platz. Über 30 Kilometer Freistil wurde er 59. Im Verfolgungswettbewerb 40. Mit der estnischen Staffel kam er auf dem elften Rang ein. 1996 gewann er über 50 Kilometer Freistil seinen ersten estnischen Meistertitel. In der Saison 1996/97 gewann Mae in Davos beim Wettbewerb über 10 Kilometer klassisch als 23. seine ersten Weltcuppunkte. Bei den Nordischen Skiweltmeisterschaften 1997 im norwegischen Trondheim war sein bestes Resultat der 31. Platz über 50 Kilometer klassisch. Bei den Olympischen Spielen 1998 im japanischen Nagano gelang dem Klassikspezialisten ein Achtungserfolg, als der über 10 Kilometer klassisch den sechsten Platz belegte. Auch über 30 Kilometer klassisch konnte er als Elfter überzeugen. Auch ein Jahr später konnte der Este diese Resultate bestätigen. Bei den Nordischen Skiweltmeisterschaften 1999 wurde er Siebenter über die 10 Kilometer klassisch. Im anschließenden Verfolgungswettbewerb konnte er diese Resultat noch verbessern und belegte den fünften Platz.
In der Saison 2000/2001 verpasste Mae bei seinem Heimweltcup in Otepää als Fünfter – direkt hinter seinem Landsmann Andrus Veerpalu – knapp das Podium. Eine Woche später belegte er bei den Nordischen Skiweltmeisterschaften 2001 im finnischen Lahti über 15 Kilometer klassisch den zehnten Platz. Seine stärkste Saison lief Mae 2001/02. Nach mehreren Ergebnissen in den Top Ten gelang ihm beim Weltcup Nove Mesto mit Platz zwei über 10 Kilometer Freistil hinter Fabio Maj seine erste Podiumsplatzierung. Seine gute Form bewies er auch bei den Olympischen Spielen 2002 im US-amerikanischen Salt Lake City, wo er hinter seinem Landsmann Andrus Veerpalu und dem Norweger Frode Estil die Bronzemedaille über 15 Kilometer klassisch gewann. Mit der estnischen Staffel, die lange auf dem dritten Platz gelegen hatte, wurde er Neunter. Am Ende der Saison belegte er im Gesamtweltcup den sechsten Platz. Bei den Nordischen Skiweltmeisterschaften 2003 im italienischen Val di Fiemme
sicherte sich Mae hinter dem Deutschen Axel Teichmann die Silbermedaille über 15 Kilometer klassisch. In der Doppelverfolgung wurde er Zehnter. Zwei Jahre später bei den Nordischen Skiweltmeisterschaften 2005 in Oberstdorf konnte Mae wie das gesamte estnische Team nicht überzeugen. Sein bestes Resultat war der 29. Platz im Verfolgungswettbewerb. Aber schon im darauf folgenden Jahr zeigte er erneut seine Fähigkeiten auf den klassischen Distanzen und belegte bei den Olympischen Spielen 2006 im italienischen Pragelato über 15 Kilometer klassisch den fünften Platz. In der Saison 2006/07 nahm der Sportlehrer an der Tour de Ski teil. Er belegte im Abschlussklassement den 35. Platz. Aber schon beim Heimweltcup in Otepää zeigte er mit Platz fünf aufsteigende Form. Bei den Nordischen Skiweltmeisterschaften 2007 in Sapporo belegte er über die 50 Kilometer klassisch den achten Platz. Zum Auftakt der Weltmeisterschaften war er jedoch vom Ski-Weltverband FIS mit einer fünftägigen Schutzsperre aufgrund eines zu hohen Hämoglobinwertes belegt wurden. Am Ende der Saison belegte er den elften Platz im Distanzweltcup. Im November 2007 wurde er erneut wegen eines zu hohen Hämoglobinwertes für fünf Tage von der FIS gesperrt. Auch in der Saison 2008/09 nahm Mae an der Tour de Ski teil. Er konnte auf allen Etappen, die in der klassischen Technik ausgetragen wurden, Top-Ten-Resultate verbuchen und belegte am Ende den elften Platz. Beim Sieg seines Landsmannes Andrus Veerpalu bei den Nordischen Skiweltmeisterschaften 2009 in Liberec über 15 Kilometer klassisch belegte er den fünften Platz. In der Olympiasaison 2009/10 nahm er nur an wenigen Weltcup-Rennen teil, wo er meist nicht die Weltcuppunkte erreichte. In Otepää belegte er in Abwesenheit der Weltelite den dritten Platz. Dies war seine bisher letzte Podiumsplatzierung in einem Weltcup. Auch die Olympischen Spiele 2010 in Vancouver verliefen für Mae enttäuschend. Über 50 Kilometer klassisch konnte er nur den 30. Platz erkämpfen. In der Saison 2010/11 nahm Mae im mittlerweile siebzehnten Jahr an Weltcupwettbewerben teil, vertrat die estnischen Farben bei der Tour de Ski und lief dort zwei Mal unter die besten 30. Bei den Nordischen Skiweltmeisterschaften 2011 in Oslo belegte er über 14 Kilometer klassisch den 14. Platz. Seinen letzten internationalen Wettbewerb bestritt Mae beim Weltcup in Lahti, wo er den 40. Platz im Verfolgungswettbewerb belegte.
Nach seinem Rücktritt vom aktiven Leistungssport ist Mae beim estnischen Skiverband tätig und organisiert unter anderem die Weltcupwettbewerbe in Otepää.